# Maurizio Acerbo
Maurizio Acerbo (Pescara, Italia, 4 de diciembre de 1965) es un político italiano, actual secretario general del Partido de la Refundación Comunista.
Activista y locutor, ha sido concejal regional de Abruzos, concejal municipal de Pescara y diputado de la República Italiana desde 2006 a 2008.